# José Vicente Pinto de Alencar da Silva
José Vicente Pinto de Alencar da Silva (Crato, 2 de janeiro de 1958) é um prelado brasileiro da Igreja Católica, atual bispo da Diocese de Salgueiro.

## Biografia
Nasceu no Sítio Engenho da Serra, localizado no distrito de Santa Fé em Crato, em 2 de janeiro de 1958, o segundo filho do casal Elisa Pinto e Joaquim Vicente da Silva. Concluiu o ensino médio no Colégio Estadual Wilson Gonçalves, em Crato, no ano de 1980.
Em 1981, ingressou no curso de Pedagogia, à época ofertado pela Faculdade de Filosofia do Crato (atual URCA – Universidade Regional do Cariri). Em 1986, ingressou no Seminário São José, em Crato, onde fez a etapa da Propedêutica. Em seguida, foi enviado para Fortaleza, onde cursou Filosofia e Teologia no Instituto Teológico Pastoral do Ceará (ITEP), no antigo Seminário da Prainha. Sua ordenação diaconal ocorreu em 2 de outubro de 1993, e presbiteral em 22 de janeiro de 1994, pelas mãos de Dom Newton Holanda Gurgel.
Entre as funções assumidas, está a de chanceler da Cúria Diocesana, ainda como diácono. Em seu primeiro ano de sacerdócio, foi nomeado vigário paroquial para paróquia Nossa Senhora de Fátima, em Crato. Em 15 de janeiro de 1995, foi transferido para assumir a função de vigário paroquial na Paróquia São José, hoje extinta, e vice-reitor do Seminário Diocesano São José. Em 24 de dezembro de 1995, assumiu a Paróquia São José como administrador e a reitoria do Seminário Diocesano São José, onde permaneceu até o ano de 2002, quando viajou para Roma, a fim de estudar Ciências da Educação, na Pontifícia Universidade Salesiana e Direito Canônico, na Pontifícia Universidade Lateranense.
Ao regressar para a cidade de Crato, em 2008, exerceu o cargo de professor no Seminário São José, e na Faculdade Católica do Cariri, com sede em Crato. Em 2010, assumiu como pároco da Paróquia Nossa Senhora de Fátima, em Crato. Quatro anos depois, foi nomeado vigário-geral da Diocese de Crato, por Dom Fernando Panico, M.S.C., função ainda exercida até a transferência de Dom Gilberto Pastana de Oliveira, até então sexto bispo diocesano de Crato, para a Arquidiocese de São Luís. Nesse ínterim, em março de 2017, tornou-se também pároco da Paróquia Nossa Senhora da Penha e cura da Sé Catedral de Crato, em sucessão a Dom Francisco Edimilson Neves Ferreira, recém-eleito bispo da Diocese de Tianguá.
No dia 20 de julho de 2021, foi eleito pelo Colégio dos Consultores para a função de administrador diocesano, na vacância da Diocese de Crato, até 19 de fevereiro de 2022, quando deu posse ao novo bispo, Dom Frei Magnus Henrique Lopes, O.F.M. Cap.. Em 29 de março de 2023, o Papa Francisco o nomeou como segundo bispo de Salgueiro. Foi consagrado em 3 de junho do mesmo ano na Catedral de Nossa Senhora da Penha da França de Crato, pelo bispo de Crato, Dom Frei Magnus Henrique Lopes, O.F.M. Cap., coadjuvado por Dom Fernando Panico, M.S.C., bispo emérito de Crato e por Dom Gilberto Pastana de Oliveira, arcebispo de São Luís do Maranhão.